# Sphaeriidae (моллюски)
Sphaeriidae (лат.) — семейство мелких двустворчатых моллюсков из отряда Sphaeriida.

## Описание
Sphaeriidae — гермафродиты с внутренним оплодотворением. Развивающаяся молодь инкубируется внутри матери (ововипаризм), и новорожденные моллюски выглядят как миниатюрные копии взрослых особей.
К паразитам и/или хищникам относятся мухи из семейства тенницы (Sciomyzidae).

## Таксономия
Название семейства оказалось сходным с семейством жуков-шаровиков (Sphaeriidae Erichson, 1845). Эти семейства были основаны на двух разных родовых таксонах со сходными названиями: моллюски Sphaerium Scopoli, 1777 и жуки Sphaerius Waltl, 1838. Поэтому имя семейства жуков было сначала заменено на «Microsporidae» (изменяя название рода Sphaerius на Microsporus), но этот акт был в 2000 году отменён специальным решением Международной комиссии по зоологической номенклатуре путём возвращения к использованию старого родового имени Sphaerius и преобразованием имени семейства жуков на Sphaeriusidae, а за моллюсками сохранено действующее название.
Семейство моллюсков включает следующие таксоны:
- Euperinae
  - Byssanodonta d’Orbigny, 1846
  - Eupera Bourguignat, 1854[14]
    - Eupera bahamensis
- Sphaeriinae
  - Afropisidium Kuiper, 1962
  - Euglesa Jenyns, 1832
  - Musculium Link, 1807
  - Odhneripisidium Kuiper, 1962
  - Pisidium C. Pfeiffer, 1821 (или в подсемействе Pisidiinae J. Gray, 1857)
  - Sphaerium Scopoli, 1777
- ископаемые
  - †Megasphaerioides Komatsu, J.-H. Chen & Q.-F. Wang, 2003
  - †Protosphaerium Hocknull, 2000
  - †Sphaericoncha Kolesnikov, 1980